# Свеня Вюрт
Свеня Вюрт (нім. Svenja Würth, 20 серпня 1993) — німецька стрибунка з трампліна, чемпіонка світу. 
Чемпіонкою світу Вюрт стала 2017 року в Лахті у складі німецької змішаної команди. 

## Зовнішні посилання
- Досьє на сайті Міжнародної лижної федерації [Архівовано 28 лютого 2017 у Wayback Machine.]